# Willem IV van Monferrato
Willem IV van Monferrato (1030/35/ - 1100) was de oudste zoon van Otto II van Monferrato en Constance, dochter van graaf Amadeus II van Savoye. Hij was een kleinzoon van Willem III van Monferrato.
In 1084 volgde hij zijn vader op als markgraaf van Monferrato.
Hij was gehuwd met Otta/Aude van Agliè en werd de vader van Reinier I, die hem zou opvolgen.